# Gaoligong Shan
De Gaoligong Shan (Chinees: 高黎贡山; pinyin: gāolígòngshān) is een bergketen op de grens tussen China en Myanmar (Burma). De bergketen vormt het zuidwestelijke deel van de Hengduan Shan en ligt in een oriëntatie van noord naar zuid. De westzijde valt in Myanmar, de oostzijde in de Chinese provincie Yunnan.
De hoogste top in de Gaoligong Shan is de Gawagapu Feng (5128 m). De Gaoling Shan vormt de waterscheiding tussen de rivieren de Irrawaddy (in Myanmar) en Nu Jiang (Salween) (in China). Ten oosten van de Nu Jiang loopt de Nu Shan, een parallelle bergketen die eveneens tot de Hengduan Shan behoort.
De bevolking van de Gaoligong Shan bestaat grotendeels uit kleine, in stamverband georganiseerde groepen, die animistische natuurgodsdiensten aanhangen. Een voorbeeld zijn de Derung, die een taal spreken die tot de Sino-Tibetaanse taalfamilie behoort.
Een groot deel van de Chinese zijde van de Gaoligong Shan valt onder het beschermd gebied van drie parallelle rivieren. Er komen een aantal unieke plant- en diersoorten voor, zoals de pika Ochotona gaoligongensis en de bamboesoort Gaoligongshania megalothyrsa.